# Wijnbouw in Hongarije

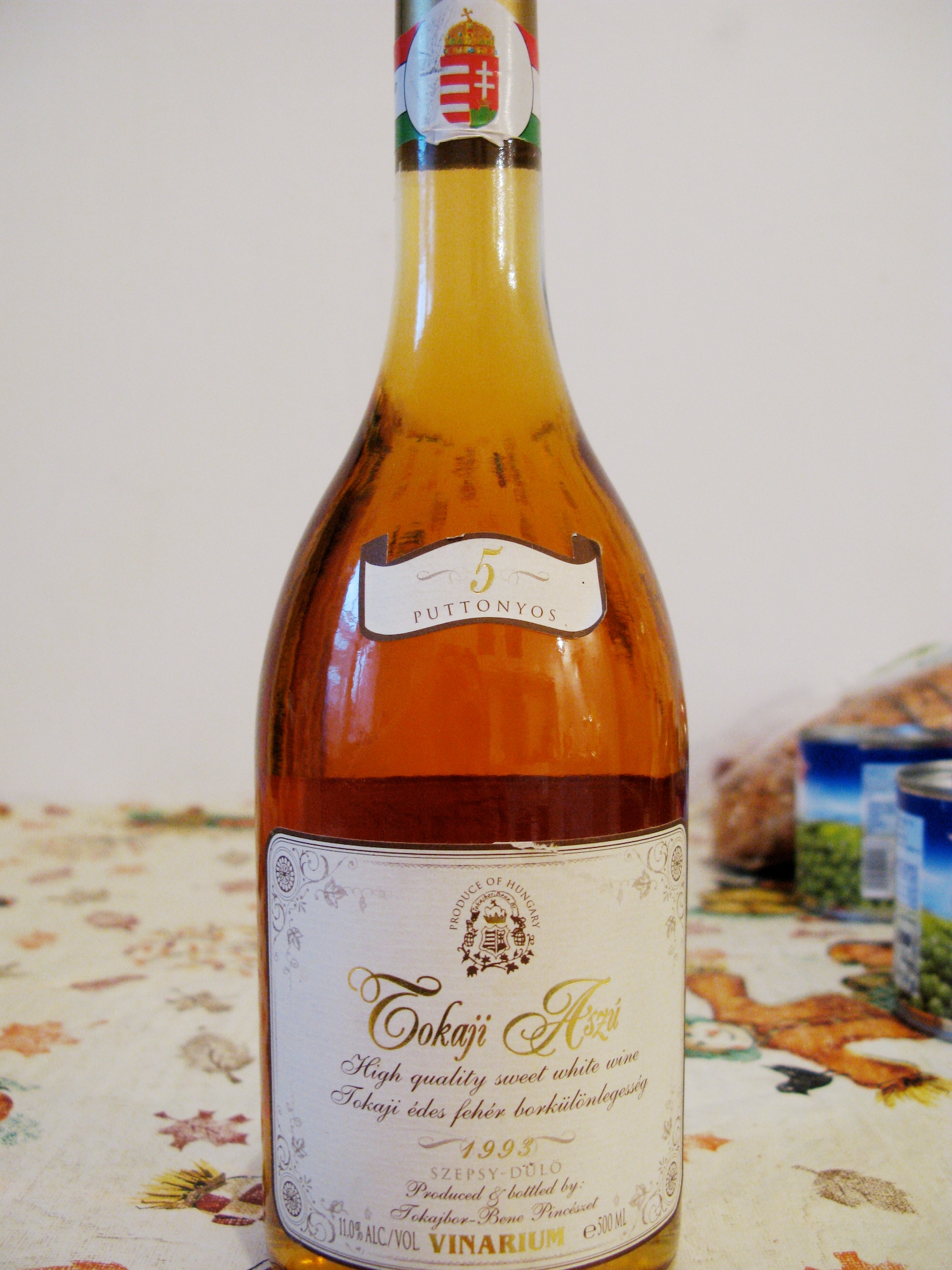
Tokaj

De wijnbouw in Hongarije heeft een geschiedenis die teruggaat tot zeker het Romeinse tijd. Met gemiddeld 3,5 miljoen hectoliter per jaar staat het in Europa na Frankrijk, Italië, Spanje, Portugal, Duitsland en Roemenië op de 7e plaats. Er is ruim 70.000 hectare aan wijngaarden. Het land kent veel traditionele wijnen naast de internationale wijntypen. Ongeveer twee derde van de wijnen is witte wijn. Hoewel een deel daarvan min of meer zoet van smaak kan zijn, zijn het niet altijd typische dessertwijnen. Het zoet gaat met pittige (Hongaarse) gerechten goed samen. Belangrijke Hongaarse wijnen die internationale bekendheid genieten zijn de Tokaji en de rode wijn (Egri) Bikavér ook wel Stierenbloed genoemd.
In 1997 is de wijnwetgeving geheel herzien. Hongaarse wijn krijgt vaak de naam van de streek gevolgd door de gebruikte druif.

## Geschiedenis
Hoewel Hongarije een Europees land is, is het Hongaarse woord voor wijn niet vanuit het Latijn afkomstige “vitis”, maar via het Turks naar “bor”. Het zou volgens oude geschriften erop kunnen wijzen dat de Magyaren al contact hadden met de eerste wijnmakers in de Zuidelijke Kaukasus.
De Romeinen planten wijnstokken in hun toenmalige provincie Pannonië. Tot in de 5e eeuw zijn er verslagen over de uitgestrekte wijngaarden van het land. Daarna zijn er nieuwe druivensoorten uit Italië en Frankrijk bijgekomen.
Tijdens de invasie van Suleiman de Grote in de vroeg 16de eeuw, brachten ontheemde Serviërs de rode Kadarka druif naar Eger. Dit oude ras werd mede gebruikt voor een robuuste rode wijn die later bekend werd als Stierenbloed. Na het veronderstelde “geheime ingrediënt” in de wijn, versterkte dit destijds de verdedigers van Eger in 1552.
Het was ook tijdens deze bezetting waarin de regio Tokaj bekend werd om zijn wijnen. Het werd toen aangemoedigd laat de druiven te oogsten ten gunste van de edele rotting. Tokaji aszú wordt in een document van 1571 genoemd, en zou zijn gezegend door Lodewijk XIV van Frankrijk "Vinum Regum, Rex Vinorum" - Wijn van koningen, koning der wijnen.
Nadat het Ottomaanse Rijk Hongarije moest afstaan aan de Oostenrijkers in 1699, werd de Germaanse invloed gevoeld met de introductie van druivensoorten zoals Blauer Portugieser.
In 1882 werd Hongarije hard getroffen door de phylloxera epidemie. Traditionele wijnbouw rondom Eger en de vele druiven van Tokaj werden vervangen door monoculturen. Merendeel Blaufränkisch (Kekfrankos) en "Bordeaux"-variëteiten in rode wijn districten. Furmint, Muscat en Hárslevelű in het Tokaj-gebied. De twintigste eeuw zag de invoering van moderne druiven zoals Zweigelt, die makkelijker te kweken en te vinifieren is dan de Kadarka. Echter, onder het communisme werd de kwaliteit verwaarloosd door industrialisatie, overproductie en pasteurisatie. Sinds 1989 is er hernieuwde belangstelling voor de traditionele variëteiten en wordt er opnieuw geïnvesteerd, met name in Tokaj-Hegyalja.

## Druiven
Hoewel het land meerdere traditionele druivenrassen kent, worden daarnaast - om aan internationale smaken te voldoen - ook moderne variëteiten verbouwd.

### Hongaarse witte druivenrassen

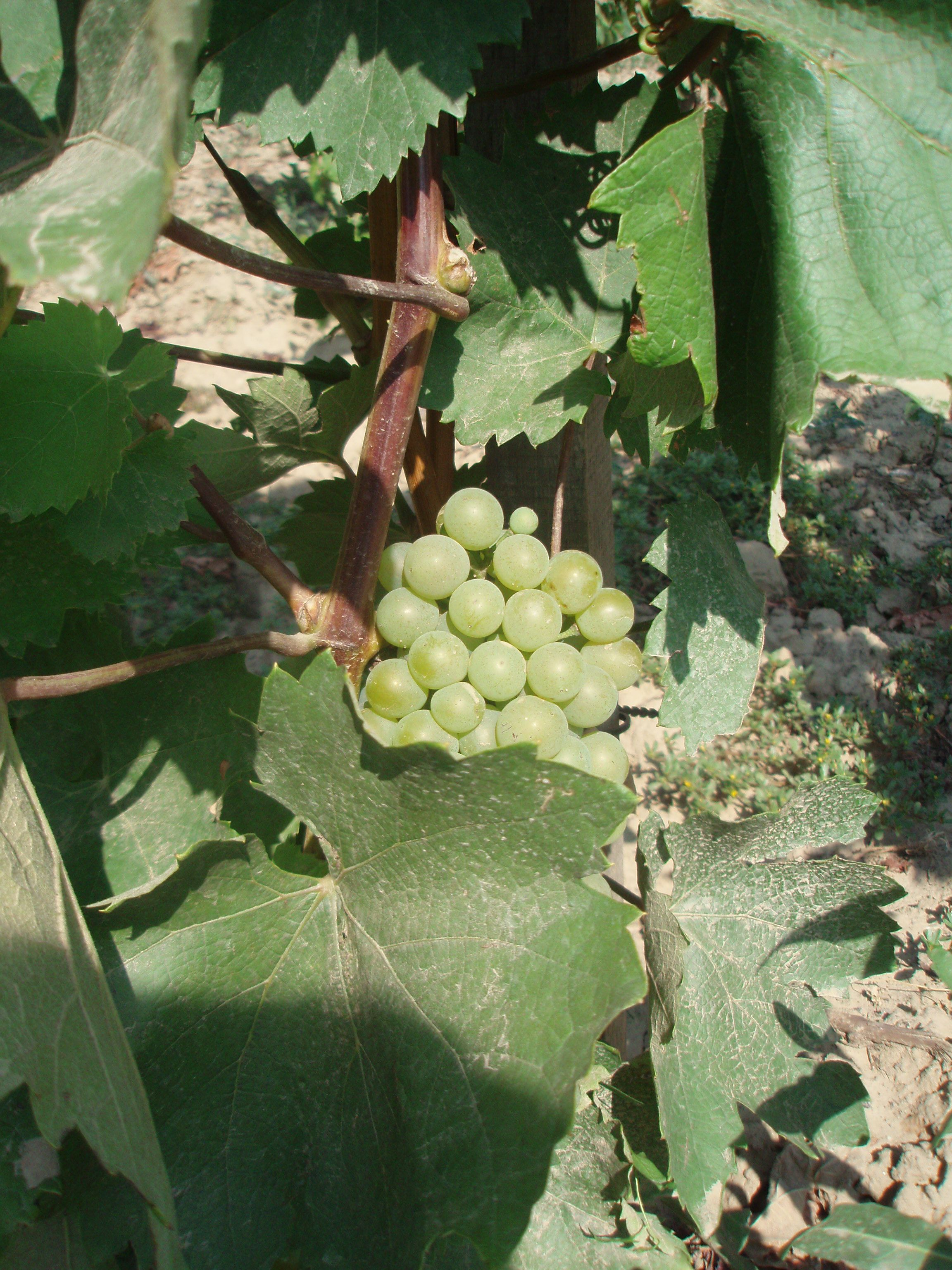
Hárslevelű-druiven.

Enkele witte soorten die bekendstaan om hun Hongaarse oorsprong,
- Cserszegi fűszeres - Sterke, kruidig-aromatische wijndruif
- Ezerjó - Fris, wat zure druif.
- Furmint - Veel verbouwd, sterk zuurhoudend.
- Hárslevelű - "lindebladige". Zachte geuren. Gebruikt voor de Tokaj, maar ook andere wijnen.
- Irsai Olivér - Zeer aromatische consumptie- en wijndruif
- Juhfark - "lammerstaart". Friszuur.
- Kéknyelű - "met blauwe steel". Zeldzaam. Nabij het Balatonmeer.
- Királyleányka - "koningsdochter". Zeer aromatische wijndruif
- Leányka - "meisje, dochter". Aromatisch (In Roemenië bekend als feteasca alba)
- Mézesfehér - "witte honing". Voor rijke zoete wijn.
- Olaszrizling, Welschriesling - Komt vrij algemeen voor.
- Rizlingszilváni (Müller-Thurgau)

### Moderne witte druivenrassen
- Szürkebarát, Pinot Gris.
- Traminer variëteiten.
- Sauvignon Blanc
- Chardonnay
- Pinot Blanc

### Rode druivenrassen
Het aandeel Blauwe (rode) druivenrassen is vele malen kleiner dan de witte.
- Kadarka (Bulgaars: gamza) - een traditionele druif - komt nog het meest voor.
- Blauburger
- Kékfrankos (Blaufränkisch)
- Merlot (Médoc noir) - wordt ook in de Bikavér ("stierenbloed") gebruikt.
- Nagyburgundi, Gamay Noir
- Cabernet Sauvignon
- Cabernet Franc

## Indeling van de wijnen

### Naar bereidingswijze
- enkelvoudige wijn (cépage): uit één druivenras, traditioneel gemaakte wijn
- vegyes bor (gemengde wijn): gemaakt van bij de oogst al samengevoegde druivenrassen
- cuvee: uit meer wijnen samengestelde assemblage-wijn. De term "cuvee" wordt hier anders gebruikt dan in Frankrijk.

- barrikolt bor (barrique-wijn): wijn gerijpt in jonge, eikenhouten vaten (wat een lichte, vanilleachtige extra smaak kan geven)
- aszú: wijn gedeeltelijk samengesteld uit asszú-druiven (door edele rotting aangetast en ingedroogd)
- pezsgő (mousserende wijn): wijn gemaakt door een tweede gisting in de fles, of in een tank gerijpt
- jégbor (ijswijn): wijn gemaakt uit bevroren druiven

### Naar kleur
De kleur van de wijn is afhankelijk van het gebruikte druivenras en de bereidingswijze van de wijn.
- fehér bor (witte wijn): de geoogste witte druiven worden gekneusd en meteen geperst, waarna de verdere rijping op vat plaatsvindt
- rozé: rode druiven worden na kneuzen slechts enkele uren in de kuip bewaard, waarna ze geperst worden en op vat verder gerijpt
- siller (Schiller): een lichtrode wijn:
  1. traditionele siller is een gemengde wijn, die wordt gemaakt uit gezamenlijk geoogste witte en blauwe druiven
  2. moderne siller wordt gemaakt als enkelvoudige, rode wijn, maar de gisting op schil in de kuip wordt eerder afgebroken, meestal binnen één of enkele dagen, zodat de kleur lichter blijft dan bij rode wijn
- vörös bor (rode wijn): een enkelvoudige, gemengde of cuvee wijn, waarbij de gekneusde druiven zo lang in de gistingskuip blijven, dat de kleur goed donker is en de smaak van de schillen goed is geëxtraheerd. Hierna wordt de wijn geperst en gaat de wijn op vat.

### Naar suikergehalte
Bij onderstaande indeling speelt het suikegehalte de belangrijkste rol, maar ook het zuurgehalte kan medebepalend zijn.
- száraz bor (droge wijn): suikers gewoonlijk minder dan 4 g per liter
- félszáraz bor (halfdroge wijn): suikers 4 tot 12 g/l
- félédes bor (halfzoete wijn): 12 tot 45 g/l
- édes bor (zoete wijn): meer dan 45 g/l

## Wijnstreken, -typen en centra

De wijnregio’s van Hongarije.

Wijnbouw is gespreid over het gehele land. Vooral in het midden - tussen de Donau en Tisza - ligt de zanderige poesta Alföld. Daar wordt meer dan de helft van de Hongaarse wijn verbouwd.
De steden Csopak, Szekszárd, Balatonfüred en Eger zijn belangrijke wijncentra. Eger heeft in de bergen zeer grote kelders uit het zachte tufsteen gehakt. Hier liggen in de gangen of galerijen honderden eikenhouten fusten te lageren. Sommige zijn zeer oud, zwart uitgeslagen en met rode ijzeren banden bijeengehouden.
De officiële lijst van wijnstreken wordt bepaald middels een ministerieel besluit. De huidige lijst bevat 22 wijnstreken en kunnen worden verdeeld over 3 zones of gegroepeerd in 6 grotere regio's.

### Centraal Hongarije: 3 herkomstgebieden
Donau, met sub-regio's
- Csongrád
- Hajós-Baja
- Kunság

Voornamelijk frisse en lichte wijnen. Een streek met veel druivenvariëteiten.

### Westelijk Hongarije: 15 herkomstgebieden
Westelijk Hongarije met Balatongebied en Transdanubië.

#### Balatonmeer met sub-regio's
Onder invloed van de wateroppervlakte van het ondiepe Balatonmeer, heerst er in de omliggende wijngaarden een bijzonder microklimaat.
- Badacsony: vulkanische bodem, volle witte wijnen met veel zuren.
- Balatonboglár: witte en rode wijnen met een matige zuurgraad.
- Balatonfelvidék: vulkanische bodem, volle witte wijnen met veel zuren.
- Balatonfüred-Csopak: op de rode aarde, volle witte wijnen met veel zuren.
- Somló (of Nagy-Somló): Historisch wijngebied. Vulkanische bodem, volle witte wijnen met een hoge zuurgraad. De belangrijkste druivenrassen zijn: Olaszrizling , Hárslevelű en Furmint.
- Balatonmelléke. Tot 1999 werd de sub-regio genoemd naar de rivier Zala: voornamelijk witte wijnen.

De belangrijkste druivenvariëteit van de regio is Olaszrizling.

#### Pannonhalmamet sub-regio's
- Pecs-Mecsekalja: voornamelijk witte wijnen. Traditioneel ras is daar Cirfandli.
- Szekszárd: volle rode wijnen, beetje kruidig. Heel bekend is de "Szekszárder stierenbloed" (Szekszárdi Bikavér). Belangrijkste druivenrassen: Kadarka , Kékfrankos , Cabernet Franc, Cabernet Sauvignon, Merlot
- Tolna
- Villány: robuuste, volle, kruidige rode wijnen. De belangrijkste rassen zijn Blauer Portugieser, Cabernet Sauvignon, Cabernet Franc, Merlot en een beetje Pinot Noir.

#### Észak-Dunántúlmet sub-regio's
- Ászár-Neszmély: frisse en aromatische witte wijnen van traditionele druiven.
- Etyek-Buda: frisse witte wijnen, met veel zuren.
- Mór: Historisch wijngebied. Vulkanische bodem, volle witte wijnen. Het hoofdras is Móri Ezerjó .
- Pannonhalma: volle witte wijnen.
- Sopron: elegante rode wijnen (voornamelijk Kekfrankos).

### Noordelijk Hongarije: 4 herkomstgebieden
Tokaj

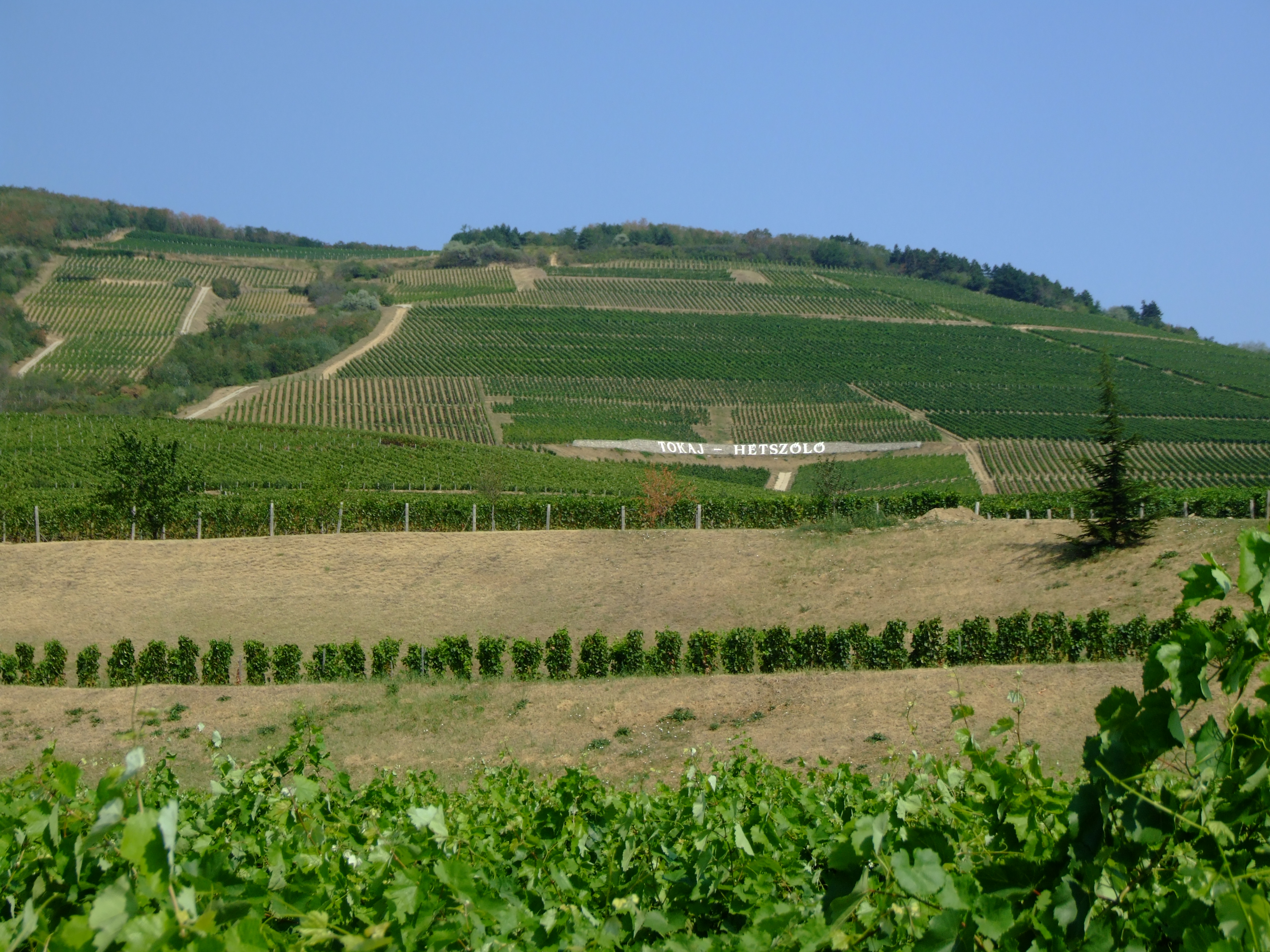
Wijngaard in Tokaj.

- Tokaj-Hegyalja de heuvels van Tokaj.

De beroemdste wijnstreek van Hongarije ligt in de uitlopers van het Zempléngebergte in het uiterste noorden van het land - in feite het gebied overgaat in de zuidoostelijke hoek van de moderne Slowakije. Het gebied is bekend om zijn lange warme herfsten en nevels die binnenkomen van de rivier Bodrog. Dat creëert perfecte omstandigheden voor de edele rotting en kan bijdragen aan de botrytis ("aszú") op de druiven waar de regio bekend om staat. Deze worden individueel zo laat half november geplukt in emmers ('puttonyos') en vermalen tot een pasta. Verschillende hoeveelheden van deze aszú pasta wordt vervolgens toegevoegd aan de niet-aszú most of wijn gemaakt van een mix van Furmint , Hárslevelü , Muscat Blanc à Petits Grains , Kövérszőlő of Zeta druiven, en gefermenteerd. De resulterende wijn wordt vervolgens in relatief kleine vaten in het labyrint van de kelders van zachte vulkanische tuff gelegd die de luchtvochtigheid reguleren en waarop de wanden dikke dekens schimmel reguleren.
Net als in landen als Duitsland en Oostenrijk, komt ook in Hongarije de edele rotting - aszú - slechts enkele keren per decennium voor. Dat is de reden dat er - in die andere jaren - veel gewone droge Furmint-wijnen worden geproduceerd.
Andere druiven die in de omgeving worden geteeld zijn onder andere Hárslevelü, Muscat Blanc, Kövérszőlő en Zeta.
Eger , met sub-regio's

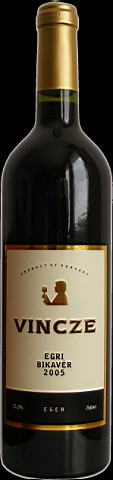
Bikaver uit Eger

- Bükkalja: voornamelijk witte wijnen.
- Eger: frisse witte wijnen uit Leányka en Királyleányka, volle witte wijnen voornamelijk van de Olaszrizling of Chardonnay. Het is de streek van de Egri Bikaver (stierenbloed van Eger) in vroeger jaren gemaakt van de druif Kadarka. Tegenwoordig is het een rode mengwijn voornamelijk gebaseerd op de Kekfrankos-druif. Voorts worden er ook Pinot noirs-wijnen gemaakt.
- Mátra: elegant en volle witte wijnen van vulkanische bodem. De belangrijkste rassen zijn Müller-Thurgau , Olaszrizling en Chardonnay .

## Etiket-informatie
- Asztali bor: Tafelwijn
- Tájbor: Landwijn
- Minőségű bor: Zeer goede wijn
- Különleges minőségű bor: Wijn van uitzonderlijke kwaliteit.
- Fehér: Wit
- Vörös: Rood
- Száraz: Droog
- Félszáraz: halfdroog;
- Félédes: halfzoet;
- Édes: Zoet
- Pezsgő: Mousserend
- Aszú: Overrijpe zeer zoete en geconcentreerde druiven. Enigszins vergelijkbaar met Duitse Beerenauslese.
- Aszú Essencia: De hoogste kwaliteit zoete wijn. Enigszins vergelijkbaar met Sauternes-wijn.
- Szamorodni: Betekent “zoals het uitkomt”. Dit is Tokaj waaraan geen Aszú is toegevoegd, dus droge wijn. Wordt ook weleens versneden met andere wijnen.
- Palackozott: Gebotteld